# Mitsubishi Cordia
Mitsubishi Cordia — компактный купеобразный хетчбэк, выпускавшийся компанией Mitsubishi Motors с 1982 по 1990 год. Наряду с Tredia и Starion, Cordia являлся первым автомобилем, который импортировался и продавался в США компанией Mitsubishi без участия Chrysler Corporation. Cordia XP продавался в японской сети магазинов Car Plaza, а Cordia XG продавался в сети магазинов Galant с уменьшенной радиаторной решёткой.
Mitsubishi Cordia также являлся первым серийным автомобилем с дополнительной электронной приборной панелью и жидкокристаллическим дисплеем (LCD).

## Описание
Mitsubishi Cordia, продававшийся наряду с Starion, Galant и Lancer, оснащался передним приводом. По дизайну автомобиль был похож на Mirage, но в то же время имел обширную приборную панель. Первоначально автомобиль позиционировался как очень недорогое спорт-купе, обладающее к тому же рядом неплохими ездовыми характеристиками (у машин 1985-го с G62B: 0-100 км/ч за 7.9 сек у наддувных, и 0-100 км/ч за 9.3 сек у атмосферных) и внедрением технических новинок таких как: система переключения передач "Super Shift", электронная приборная панель, двигателя с пониженным уровнем вибраций и шума с системой "Silent Shaft"
В 1983 году модель Cordia прошла рестайлинг, а с 1984 года на японском рынке появилась опция оснащения автомобиля полным приводом. В 1985 году линейка двигателей была изменена.
В 1988 году продажи Mitsubishi Cordia завершились в США, а в 1990 году автомобиль был снят с производства.

## Технические характеристики
Создана на одной базе с моделями Tredia и Precis. В комплектации Mitsubishi Cordia входят: подвеска Макферсон и передние дисковые тормоза. С 1985 на версиях GSR и GТ появились задние дисковые тормоза.
В первые годы выпуска автомобиль оснащался 1,4-литровым двигателем 4G12 мощностью 68 л. с., 1,6-литровым двигателем 4G32 мощностью 55—65 кВт (74—87 л. с.) и 1,6-литровым карбюраторным турбированным 4G32T  (G32BT) мощностью 84 кВт (112 л. с.). После первого рестайлинга 1983 года  двигатель 4G12 перестали устанавливать, вместо него добавлен 1,8-литровый атмосферный двигатель 4G62 мощностью 74 кВт (100 л. с.). Также на смену непопулярному G32BT пришёл 1,8-литровый 4G62T (G62BT) с турбонаддувом и моновпрыском (135 л. с.). На рынок  США 1,8-литровый двигатель 4G62BT выдавал мощность 110 кВт (147 л. с.).
Трансмиссия была представлена МКП-4 с демультипликатором которая рекламировалась как "Super Shift", МКП-5, АКП. Также выпускалась полноприводная версия (на полноприводной базе кроме Tredia ещё выпускался Chariot D0*W), в том числе с блокировкой.

## Галерея
- 1987 USDM Cordia с противоударным бампером
- Вид сзади
- Super Shift
- Цифровая приборная панель
- 1986 Cordia GSR 4WD (Япония)
- Mitsubishi Cordia Turbo (1983)
- Вид сзади
- Mitsubishi Cordia (1984—1990)
- Вид сзади
- Mitsubishi Cordia GSR Turbo (1984—1990)
- Вид сзади